# 1944 في الفلبين
فيما يلي قوائم الأحداث التي وقعت خلال عام 1944 في الفلبين.

## سياسة

### تعيين في المنصب
- 1 يناير – كارلوس بينا رومولو Resident commissioner of the Philippines [الإنجليزية]‏.

### انتهاء فترة المنصب
- 1 أغسطس – مانويل كويزون رئيس الفلبين.

## مواليد

### مايو
- 17 مايو – فيسنتي إس. سانتوس جونيور

### يوليو
- 13 يوليو – فريدي إم. غارسيا رائد أعمال فلبيني.

## وفيات

### أغسطس
- 1 أغسطس – مانويل كويزون (مواليد 1878)

### أكتوبر
- 2 أكتوبر – جولييان فيليبي (مواليد 1861) موسيقي فلبيني.

### ديسمبر
- 31 ديسمبر – فيسنتي ليم (مواليد 1888)